# Idontwannabeyouanymore
"Idontwannabeyouanymore" (estilizado em letras minúsculas) é uma canção da cantora estadunidense Billie Eilish, contida em seu primeiro extended play Don't Smile at Me (2017). Eilish e seu irmão, Finneas O'Connell, co-escreveram a música, com este último lidando exclusivamente com a produção. A faixa foi lançada pela Darkroom e Interscope Records em 21 de julho de 2017, como o quinto single do disco. Musicalmente, "Idontwannabeyouanymore" é uma canção pop e R&B com uma melodia influenciada pelo jazz e neo soul, que foi fortemente inspirada pela depressão de Eilish.